# Glass Hammer
Glass Hammer is een Amerikaanse band uit de buurt van Chattanooga (Tennessee). De kern wordt gevormd door Steve Babb en Fred Schendel, twee multi-instrumentalisten. Het duo speelt een mix van progressieve rock en niet al te heftige metal.
De band ontstaat eigenlijk in 1992 per toeval, als Babb en Schendel met studiomusici hun eerste muziekalbum opnemen. Het album verkoopt tot hun eigen verbazing goed via postorder etc.; ze besluiten meer albums op te nemen. Zoals hun eerste album losjes gebaseerd is op In de ban van de ring van J.R.R. Tolkien en de tweede op Perelandra van C.S. Lewis, zo zijn ook hun andere albums vaak te relateren aan literaire werken. In hun teksten is ook hun christelijke achtergrond verwerkt, zonder dat men de band in kan delen als relirock.
Hun muziek is zeker in het begin erg lijkend op Yes, zonder daar een kopie van te zijn. Later zijn ook andere invloeden merkbaar.

## Discografie

### Albums
- 1993: Journey of the Dunadan
- 1995: Perelandra
- 1997: Live and revived
- 1998: On to evermore
- 2000: Chronometree
- 2001: The Middle Earth Album
- 2002: Lex Rex
- 2004: Shadowlands
- 2004: Glass Hammer Live at NEARfest
- 2005: The inconsolable secret (remasterversie 2009)
- 2007: Culture of Ascent
- 2009: Three cheers for the broken-hearted
- 2010: If
- 2011: One
- 2011: Cor Cordium
- 2012: Perilous
- 2014: Ode to Echo
- 2015: The breaking of the world
- 2015: Double live
- 2016: Valkyrie
- 2018: Chronomonaut
- 2020: Dreaming city
- 2021: Skallagrim - Into the breach
- 2022: At the gate
- 2023: Arise

### Dvd's
- 2004: Lex Live
- 2006: Glass Hammer Live at Belmont
- 2008: Live at Tivoli